# 1849

## Esdeveniments
Països Catalans
Resta del món
- 5 de març - els Estats Units: investeixen Zachary Taylor president.
- 14 d'abril - Debrecen (Hongria): després que les tropes magiars liderades per Lajos Kossuth vencessin l'exèrcit austríac, l'assemblea de Debrecen proclama la república hongaresa.

## Naixements
Països Catalans
- 11 de gener, València: Ignasi Pinazo i Camarlench, pintor valencià impressionista..
- 16 de març, València: Joaquín María Arnau Miramón, arquitecte del romanticisme eclèctic valencià.
- 19 de desembre, Barcelona: Amélie Beaury-Saurel, pintora catalana de pares francesos (m. 1924).[1]
- 26 de desembre, Alcoi: Josep Espí i Ulrich, compositor i músic valencià.

Resta del món
- 14 de gener, Härnösand, Ångermanland: Alfhild Agrell, escriptora sueca (m.1923).[2]
- 22 de gener, Estocolm, Suècia: August Strindberg, escriptor suec
- 26 de febrer, 
  - París: Geneviève Halévy, influent salonnière francesa (m. 1926).[3]
  - Obolon, Gubèrnia de Poltava, Imperi Rus: Leonid Pozen escultor, itinerant i polític rus
- 17 de març, Montague, Massachusetts: Cornelia Clapp, zoòloga i acadèmica estatunidenca especialitzada en biologia marina (m.1934).[4]
- 3 de maig, Pforzheim, Alemanya: Bertha Benz, pionera alemanya de l'automoció (m. 1944).[5]
- 5 de juliol, Embleton, Northumberland, Anglaterra: William Thomas Stead, escriptor, periodista i editor anglès, pioner del periodisme d'investigació (m. 1912).[6]
- 22 de juliol, Nova York: Emma Lazarus, poeta estatunidenca, autora del The New Colossus,gravat a l'Estàtua de la Llibertat (m.1887).[7]
- 6 d'agost, Compenhagen: Gustav Frederik Holm, oficial naval.
- 23 d'octubre: Alban Förster, compositor.
- 14 de setembre, Riazan, Imperi Rus: Ivan Pàvlov, fisiòleg i psicòleg rus, Premi Nobel de Medicina o Fisiologia de 1904 (m. 1936).
- 24 de novembre, Manchester, Anglaterra: Frances Hodgson Burnett, escriptora estatunidenca d'origen britànic.[8]
- 26 de novembre, Liverpool: Henry Coward, director de cors i compositor
- 11 de desembre, Västervik: Ellen Key, escriptora, feminista i sufragista sueca (m. 1926).[9]
- 19 de desembre, West Overton, Pennsilvània) EUA: Henry Clay Frick , empresari i filantrop americà. La seva col·lecció de pintura va ser la base de la Frick Collection de Nova York. (m.1919).
- Václav Viktorin, baríton txec.
- Múnic: Anton Fuchs, bariton.

## Necrològiques
Països Catalans
- 5 de maig, París, França: Vicent Salvà i Pérez, polític i editor literari valencià (n. 1786).[10]
- 15 de juny, Nashville, Tennessee (EUA): James K. Polk, advocat, 11è President dels Estats Units d'Amèrica. (n. 1795).[11]
- 2 d'agost, Torelló, Osona: Onofre Jaume Novellas i Alavau, matemàtic i astrònom català (n. 1787).[12]
- 27 de novembre, Onda, Plana Baixa: Joaquim Oliet i Cruella, pintor valencià del neoclàssic (74 anys).

Resta del món
- 5 de març, Edimburg, Escòcia: David Scott, pintor escocès (n. 1806).
- 10 de maig, Edo (Japó): Katsushika Hokusai, artista d'ukiyo-e (n. 1760).[13]
- 11 de maig, 
  - París, Juliette Récamier, figura de la societat francesa amb un important saló polític i literari (n. 1777).[14]
  - Berlín (Alemanya): Carl Otto Nicolai, compositor alemany, director i fundador de la Filharmònica de Viena (n. 1810).[15]
- 28 de maig, Scarborough, North Yorkshire, Anglaterra: Anne Brontë, novel·lista i poetessa britànica (n 1820).[16]
- 12 de juny, París: Angelica Catalani, cèlebre soprano italiana (n. 1780).[17]
- 31 de juliol, Sighișoara, Transsilvània, Romania: Sándor Petőfi, poeta en hongarès, mort en la batalla de Sighișoara (26 anys).
- 3 d'agost, París: Constance Marie Charpentier, pintora francesa que s'especialitzà en escenes de gènere i retrats (n. 1767).[18]
- 4 d'agost, Ravenna, Itàlia: Anita Garibaldi, cèlebre lluitadora i dona de Giuseppe Garibaldi (n. 1821).[19]
- 25 d'agost, Bonn: Adele Schopenhauer, autora alemanya (n. 1797).[20]
- 7 d'octubre, Baltimore, EUA: Edgar Allan Poe, escriptor nord-americà (40 anys) (n. 1809).[21]
- 17 d'octubre, París, França: Frédéric Chopin, compositor polonès (n. 1810).[22]